# Allgemeine Technologie
Allgemeine Technologie oder Allgemeine Technikwissenschaft bezeichnet „generalistisch-transdisziplinäre Technikforschung und Techniklehre und ist die Wissenschaft von den allgemeinen Funktions- und Strukturprinzipien der technischen Sachsysteme und ihrer soziokulturellen Entstehungs- und Verwendungszusammenhänge“ (Banse u. a. 2006, S. 337).

## Geschichte
Der Ausdruck Allgemeine Technologie ist 1806 von dem Göttinger Staatswissenschaftler Johann Beckmann eingeführt worden. Darunter versteht er eine Systematik „aller der verschiedenen Absichten, welche die Handwerker und Künstler bey ihren verschiedenen Arbeiten haben, und daneben ein Verzeichniß aller der Mittel, durch welche sie jede derselben zu erreichen wissen“ (Beckmann 1806, S. 5 bzw. S. 465). Schon früher hatte Beckmann (1777) mit einer Monographie den Ausdruck Technologie für „die Kentniß der Handwerke, Fabriken und Manufakturen“ in Umlauf gebracht und damit die Technologie als Wissenschaft von der Technik begründet. War dieses Buch noch aufzählend und beschreibend angelegt, skizziert Beckmann in der kleinen Schrift von 1806, wie das technische Können und Wissen nach funktionalen Gesichtspunkten systematisiert werden kann.
Das Wissenschaftsprogramm der Technologie, das auch die Wechselbeziehungen zwischen Sachtechnik, Wirtschaft, Gesellschaft und Politik berücksichtigt, findet bis Mitte des 19. Jahrhunderts an deutschsprachigen Universitäten einige Anhänger (z. B. Johann Moritz Heinrich Poppe, Johann Joseph Prechtl, Wilhelm Franz Exner, Karl Karmarsch u. a.). Karmarsch (1872, S. 865ff) würdigt die Allgemeine Technologie, die seiner Meinung nach angemessener wohl vergleichende Technologie genannt worden wäre, noch einmal ausführlich, bevor sie dann vom stark naturwissenschaftlich geprägten Programm der Polytechnischen Schulen und Technischen Hochschulen verdrängt wird und in Vergessenheit gerät.
Erst im letzten Drittel des 20. Jahrhunderts macht sich unter dem Einfluss von Systemtechnik, Konstruktionswissenschaft und Technikdidaktik erneut das Bedürfnis nach einer allgemeinen Techniklehre bemerkbar, die jenseits der vielen ingenieurwissenschaftlichen Spezialdisziplinen eine übergreifende Systematik technischer Funktions- und Strukturprinzipien entwickelt. Unabhängig voneinander erscheinen fast gleichzeitig neue Darstellungen der Allgemeinen Technologie, in der DDR das Buch von Horst Wolffgramm (1978), in der BRD das Buch von Günter Ropohl (1979) und wenig später dann auch an der Wirtschaftsuniversität Wien das Skript von Josef Hölzl (1984) im Kontext der Warenwissenschaft. Diese Schriften berufen sich ausdrücklich auf Johann Beckmann, bedienen sich jedoch moderner Methoden der Allgemeinen Systemtheorie.
Seit 1990 verknüpfen sich die Diskussionsstränge und werden von weiteren Autoren aufgegriffen (z. B. Banse 1997; Spur 1998; Banse/Müller 2001; Banse/Reher 2001; Banse/Reher 2004). Ropohl (1999) und Wolffgramm (1994/95) legen überarbeitete Neuausgaben ihrer Bücher vor.

## Aufgaben
Die Allgemeine Technologie ist dazu bestimmt, Themen zu bearbeiten, die von den jeweils spezialisierten einzelnen Technikwissenschaften, den speziellen Technologien, vernachlässigt werden. Das sind insbesondere (Banse u. a. 2006, S. 338):
- Technik: Begriffe und Klassifikationen;
- Theorie der Sachsysteme (Funktionen, Strukturen, Hierarchien);
- Theorie der technischen Entwicklung (Bedingungsforschung);
- Methodenlehre technischer Wissenserzeugung, Planung und Gestaltung;
- Theorie des Gebrauchs, d. h. der Technikverwendung in Arbeit und Alltag (Arbeitswissenschaft im weitesten Sinn; Folgenforschung);
- Theorie der Technikbewertung.

Einsichten, die zu diesen Fragen gewonnen werden, können in zweifacher Weise für technologische Aufklärung fruchtbar werden. Erstens können sie als Grundlegung der Technikwissenschaften den Studierenden der Ingenieurfächer bessere Orientierung und tieferes Verständnis für ihr Fachstudium vermitteln sowie der Ingenieurpraxis helfen, ihre eigenen Vorgehensweisen besser zu begreifen und leichteren Zugang zu Nachbarfächern zu gewinnen. Zweitens schaffen sie eine Synthese technischen Wissens, die für Fächer wie die Technikgeschichte und die Techniksoziologie hilfreich sein kann. Schließlich kann auch die Didaktik der Arbeits- und Techniklehre darauf aufbauen, um technische Allgemeinbildung an den Schulen und in der Öffentlichkeit zu verbreiten (Ropohl 2004).
Die Technikdidaktik hat die Chancen der Allgemeinen Technologie inzwischen erkannt. Teilweise nutzen auch bereits die Technikwissenschaften und der Technik nahestehende andere Disziplinen die Systematisierungsvorteile dieses Ansatzes.